# Ptačí tuberkulóza

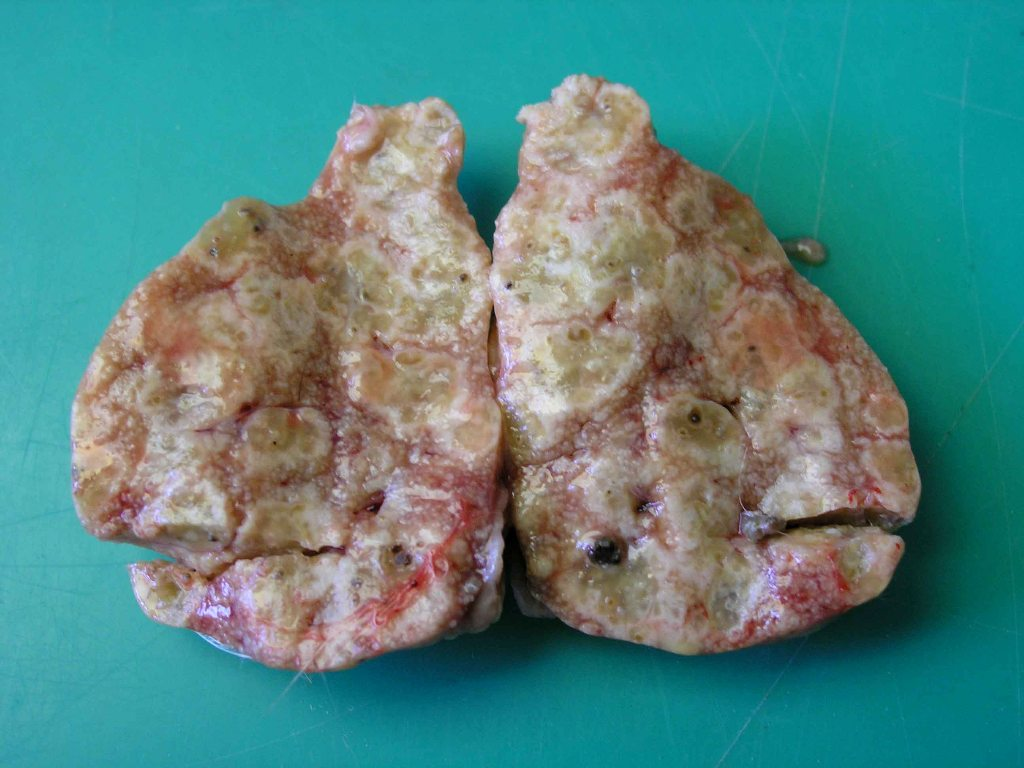
Ptačí tuberkulóza (zasažená játra dravce)

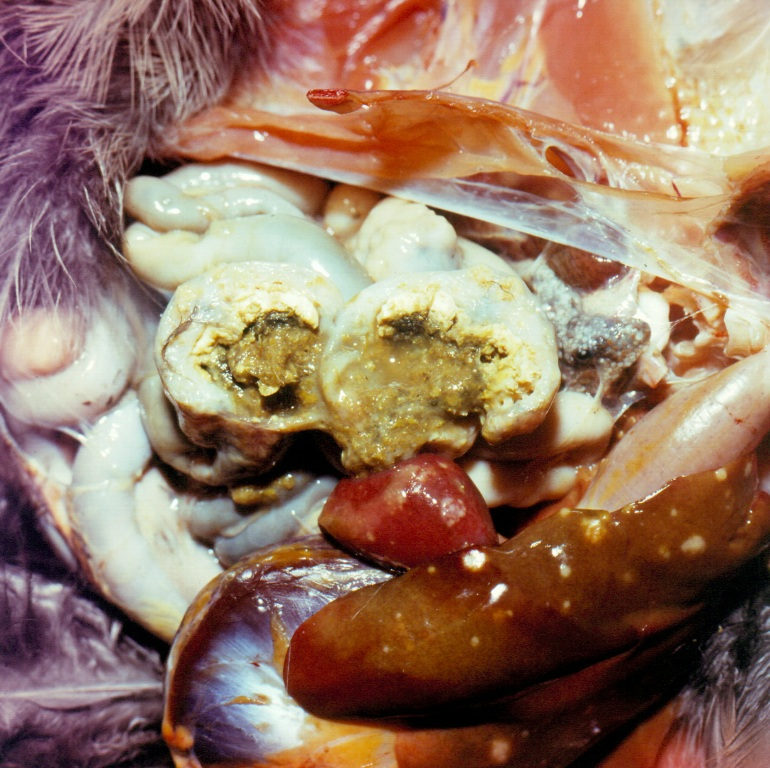
Ptačí tuberkulóza (řez skrz tuberkuly)

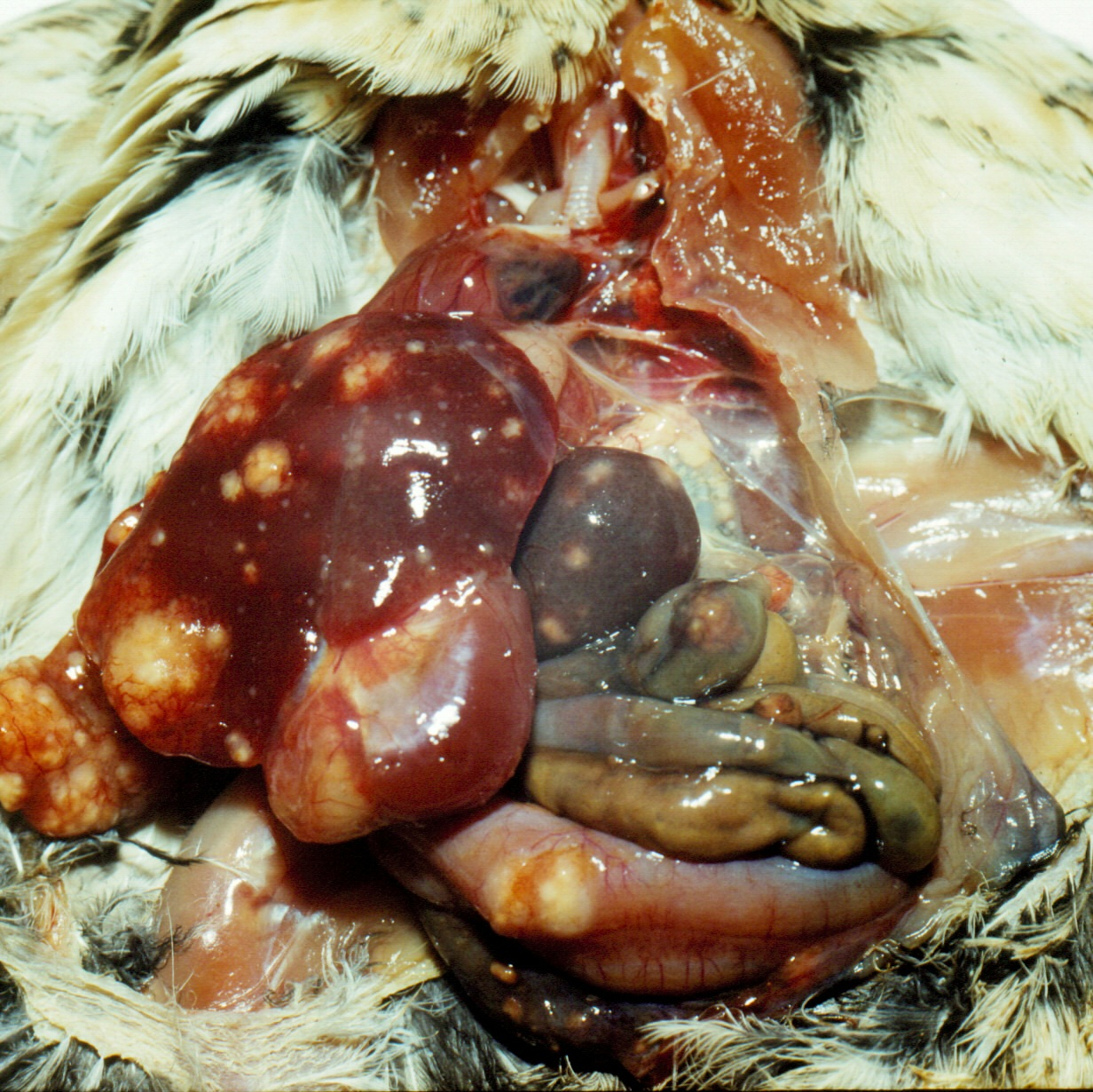
Ptačí tuberkulóza (játra, slezina, střeva)

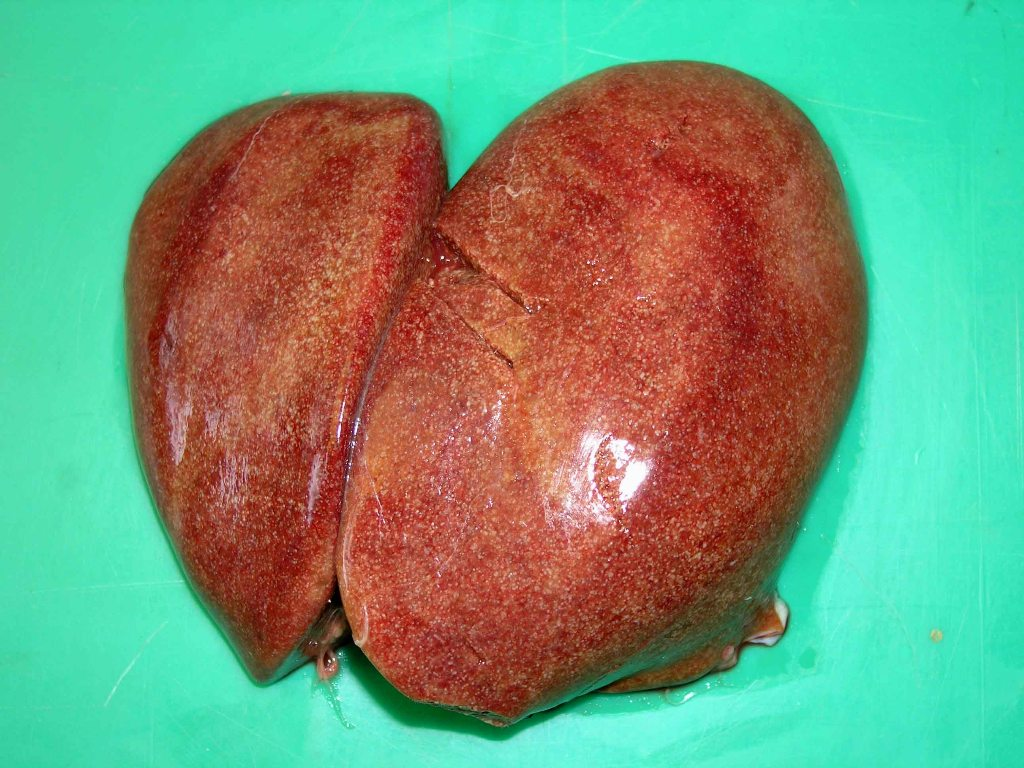
Ptačí tuberkulóza (zasažená slezina)

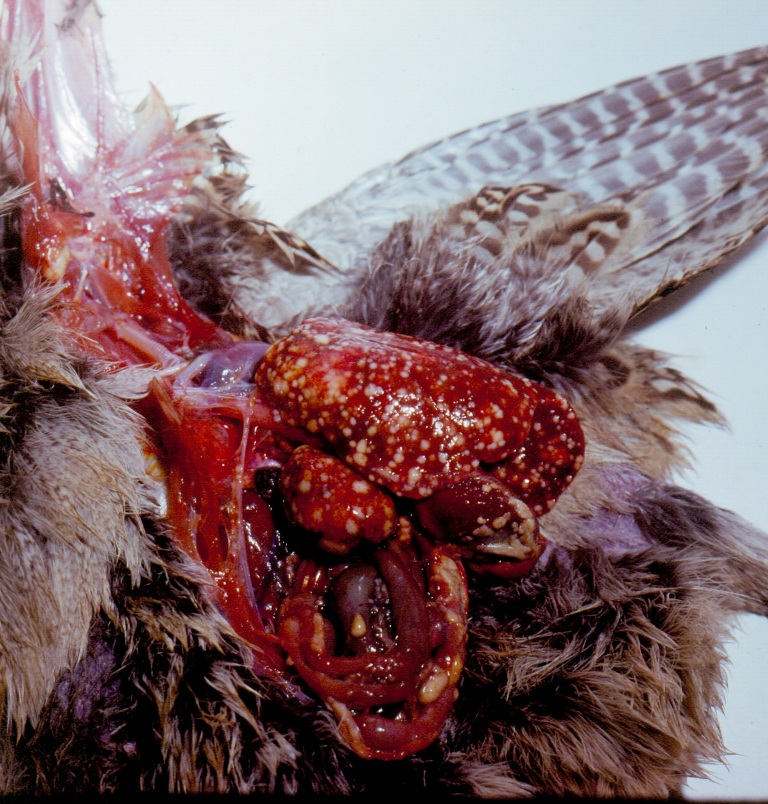
Ptačí tuberkulóza (játra, slezina, střeva)

Ptačí tuberkulóza je nakažlivé onemocnění ptáků vyvolané bakterií Mycobacterium avium subsp. avium. U kura domácího se projevuje chronickým průběhem, dlouhodobou perzistencí v hejnu, snížením hmotnostních přírůstků a snášky, zvýšeným úhynem a konfiskací na porážce. Kromě domácí drůbeže se tuberkulóza vyskytuje i v chovech exotických ptáků, u ptáků držených v zoologických zahradách i divoce žijících. Infikovaní jedinci jsou zdrojem nákazy pro ostatní ptáky, hospodářská zvířata (prase, skot) i jiné druhy savců a v ojedinělých případech i pro člověka (zoonóza). Léčba tuberkulózy se u ptáků z epizootologických důvodů neprovádí.

## Historie a výskyt
První popis tuberkulózy u zvířat je v literatuře přisuzován již Aristotelovi. Až do poloviny minulého století se tuberkulóza zvířat nedávala do souvislosti s onemocněním lidí a za tuberkulózu se nepovažovala. Tuberkulózu drůbeže asi poprvé popsal Roloff (1868), který ji označil za "mnohočetnou lymfosarkomatózu drůbeže", podle jiných pramenů pak Zürn (1882) nebo Cornil a Mégnin (1884).
Paulike a Gerlach (1875) poukázali na velkou podobnost tuberkulózy drůbeže a savců i na možnost vzájemného přenosu onemocnění, což v témže roce experimentálně potvrdil Gerlach u prasat po zkrmování tuberkulózní tkáně ze skotu, drůbeže a člověka. Infekční podstata a vzájemná přenosnost tuberkulózy mezi člověkem a jednotlivými druhy zvířat byla tak prokázána ještě před objevením původce onemocnění Robertem Kochem v roce 1882. Koch (1890) považoval zpočátku jím objeveného původce tuberkulózy za vyvolavatele onemocnění lidí i zvířat a nečinil rozdílu mezi tuberkulózními bacily izolovanými z různých druhů. Teprve když Maffucci (1890) a Strauss a Gamaleja (1891) poukázali na odlišnost původce ptačí tuberkulózy a Smith (1898) zjistil rozdíly mezi původci tuberkulózy skotu a člověka, Koch (1902) svůj názor změnil a uznal odlišnosti mezi ptačí, bovinní a humánní tuberkulózou.
V roce 1897 prokázal Ferran aglutinační protilátky u případů humánní i ptačí tuberkulózy; v roce 1914 vyvinuli van Es a Schalke techniku tuberkulinace drůbeže. Rychlou sklíčkovou aglutinaci s plnou krví zavedli do diagnostiky tuberkulózy drůbeže Moses et al. (1943)
Ptačí tuberkulóza je celosvětově rozšířená, její výskyt se však různí podle světadílů, úrovně chovu drůbeže v jednotlivých státech, druhu ptáků a způsobu jejich chovu. Přetrvávajícím problémem zůstává tuberkulóza v chovech exotických ptáků a v zoologických zahradách. A to zejména z důvodů odlišného způsobu chovu, delšího věku chovaných zvířat a perzistence tuberkulózních bacilů v prostředí.
V České republice se tuberkulóza ojediněle vyskytuje v menších extenzivních chovech, kde jsou slepice drženy do vyššího věku, zatímco v intenzivních formách chovu vymizela.
První případ ptačí tuberkulózy u lidí byl popsán Löwensteinem v Rakousku v roce 1905 u 21leté ženy s tuberkulózou plic a střev (Pavlas, osobní sdělení). V USA byl první případ ptačí tuberkulózy u lidí publikován v roce 1947 (Feldman, 1947). Sérotypy M. avium izolované u lidí se obvykle liší od sérotypů izolovaných u drůbeže.

## Příčiny nemoci (etiologie)

### Klasifikace
Původcem ptačí tuberkulózy je acidorezistentní bakterie Mycobacterium avium, patřící do jediného rodu Mycobacterium v čeledi Mycobacteriaceae. Rod Mycobacterium zahrnuje více než 60 druhů, mezi nimiž jsou vedle obligátně patogenních původců tuberkulózy (pravé tuberkulózní bakterie – M. tuberculosis a M. bovis) též podmíněně patogenní (atypické mykobakterie – např. M. avium) a saprofyticky žijící nepatogenní druhy. Na základě polymorfismu délky restrikčních fragmentů rozlišili Thorelová et al. (1990) u M. avium 3 poddruhy: subsp. avium, paratuberculosis a silvaticum.
M. avium je fenotypicky úzce příbuzné s M. intracellulare, které je pro ptáky méně patogenní. Morfologická, biochemická i sérologická identifikace obou druhů je obtížná, proto jsou často oba tyto druhy rutinně seskupovány do tzv. komplexu M. avium-intracellulare (komplex MAI). M. avium patří mezi podmíněně patogenní druhy a je přenosné na některá domestikovaná i divoká zvířata a na člověka, u kterých vyvolává tzv. mykobakteriózy. Komplex MAI je nejčastější mykobakteriální infekcí komplikující AIDS. Nachází se i ve vnějším prostředí, zvláště v přírodních zdrojích vody.

### Morfologie a chemické složení
Mykobakterie jsou nepohyblivé, netvoří pouzdro ani endospory. Gramem se barví nesnadno, obvykle jsou však grampozitivní. V mikroskopickém obraze jde o výrazně polymorfní (od kokovitých až po vláknité formy), převážně však rovné nebo mírně zahnuté krátké acidorezistentní tyčinky variabilní délky (průměrná velikost 0,5 x 3 µm). Netvoří řetízky, vyskytují se zpravidla v neorganizovaných shlucích. Množí se dělením, někdy se i větví.
Charakteristickou vlastnosti mykobakterií je acidorezistence (tj. obtížná barvitelnost organickými barvivy a následná odolnost k odbarvení kyselinami, hydroxidy a alkoholem), způsobovaná vysokým obsahem lipidů v buněčné stěně.
Specifickou toxickou bílkovinou, která se po autolýze bakterií uvolňuje do kultivačního prostředí, je tzv. tuberkulin. Poprvé jej připravil Koch jako surový zahuštěný filtrát částečně lyzované kultury M. tuberculosis v tekuté půdě (tuberculinum vetus Koch). Obsahoval vedle proteinové složky i jiné látky endoplasmatického původu. Purifikací se získává "purifikovaný proteinový derivát" (PPD). I ten však ještě obsahuje určité malé procento polysacharidů a nukleových kyselin.

### Kultivace a biochemické vlastnosti
M. avium roste aerobně na pevných půdách v optimu 38-42 °C za 10 dní až 3 týdny ve směsi drobných transparentních granulovaných a objemnějších hladkých šedobílých S kolonií; v tekutých půdách vytváří amorfní sediment a mléčný zákal. Některé kmeny M. avium vyžadují mycobactin jako růstový faktor (Matthews et al., 1977).
M. avium nesyntetizuje niacin, nehydrolyzuje Tween-80, je peroxidáza negativní, nemá ureázu ani arylsulfatázu a neredukuje nitráty. Rozkládá nikotinamid a pyrazinamid.

### Citlivost na antituberkulotika
V porovnání s obligátně patogenními mykobakteriemi je M. avium přirozeně rezistentní na antituberkulotika, jako jsou např. isoniazid, rifampicin, pyrazinamid, streptomycin nebo etambutol.

### Sérotypy
Komplex MAI se dělí podle sérologického průkazu povrchových antigenů glykolipidové povahy na 28 sérotypů. Pro ptáky jsou patogenní zejména sérotypy 1-3, u savců jsou obvykle nalézány sérotypy 4-20 (Thoen et al., 1972)

### Odolnost v prostředí
Mykobakterie se vyznačují vysokou schopností dlouhodobě přežívat ve vnějším prostředí. Jsou relativně odolné proti vyschnutí, ale jsou citlivé na sluneční světlo. M. avium má v porovnání s M. bovis větší schopnost přežívat v prostředí. Ve vodě (podle pH, druhu vody a světelných poměrů) přežívá 113-417 dní, v půdě výběhu 180-792 dní, v podestýlce až 487 dní, ve vlhkém trusu až 400 dní, v kadáverech drůbeže (zahrabané do hloubky 60 cm) až 822 dní, na zrnech obilnin až 970 dní. Schalk et al. (1935) zjistili v kontaminované půdě a podestýlce životné mykobakterie po 4-7 letech. Virulentní kmeny M. avium přežívaly v pilinách 168 dní při 20 °C a 244 dní při 37 °C (Schliesser a Weber, 1973). Z dezinfekčních prostředků mají nejlepší účinnost chlórové preparáty aktivované amonnými solemi.

### Patogenita
Existuje individuální druhová patogenita pro jednotlivé hostitele. Mykobakterie vyvolávají jako většina intracelulárních parazitů chronickou infekci, jejímž typickým projevem je vznik infekčního granulomu – tuberkulózního uzlíku. Rozvoj tuberkulózy závisí na množství infikujících bakterií, jejich množení a perzistenci v hostiteli a na rychlosti nástupu buněčné imunity. Humorální imunita nemá podstatný význam.

## Vznik a šéření infekce (epizootologie)
Ptačí tuberkulóza je podle zákona o veterinární péči č. 166/1999 Sb. nebezpečnou nákazou.

### Hostitel
K přirozené infekci M. avium jsou vnímavé všechny druhy ptáků, přičemž domestikovaní a v zajetí chovaní ptáci bývají postiženi mnohem častěji, než divoce žijící. U papoušků může být tuberkulóza také ojediněle vyvolána mykobakteriemi bovinního i humánního typu (Ackerman et al., 1974). V takových extrémně vzácných případech jsou změny obecně charakterizovány tvorbou benigních lokalizovaných granulomů v kůži, často kolem zobáku nebo nozder či očí.
Ptačí mykobakterie vykazují určitou patogenitu i pro důležité druhy domestikovaných savců a slabou patogenitu pro jiné (Francis, 1958). Nacházejí se ve stájovém prostředí i v přírodě, nejčastěji v povrchové vodě, půdě, měkkých výbězích, pilinách, hoblinách, odpadových vodách dřevozpracujícího průmyslu, výkalech hlodavců i ptáků. Kontaminovat mohou nevhodně uskladněné krmivo, slámu, stájové prostředí včetně větracího zařízení, vyrovnávací nádrže na vodu, potrubí pro tekuté krmivo i vodu. M. avium je nejčastějším izolátem z mykobakterií vyskytujících se u hospodářských zvířat; je dnes zjišťováno v naprosté většině tuberkulózních procesů u prasat a skotu a je považováno za hlavní příčinu vzniku paraalergických tuberkulinových reakcí. Spontánní infekce savců nevyvolávají tak vážné onemocnění jako u drůbeže, ale experimentálně lze reprodukovat rozsáhlé změny i u nich.
Mykobakteriózy u lidí jsou vyvolávány podmíněně patogenními druhy mykobakterií a v zásadě vyvolávají stejný typ onemocnění jako je tuberkulóza, jsou však vzhledem k časté rezistenci původců na antituberkulotika obtížně léčitelné. Vyskytují se endemicky i v ekonomicky vyspělých státech. K infekci dochází z přírodních rezervoárů, nejčastěji aerogenní cestou, kdy faktorem přenosu je infikovaná voda v průmyslových závodech a domácnostech. K interhumánnímu přenosu těchto infekcí nedochází. Komplex M. avium-intracellulare prognosticky představuje nejzávažnější formu mykobakteriózy u lidí a je vedlepneumocystózy a mykóz nejčastější infekcí doprovázející AIDS. Izolované kmeny jsou obvykle rezistentní na všechna základní antituberkulostatika a i při použití náhradních léků dochází k recidivám až v 50 % případů a k letálnímu průběhu.

### Přenos
Primárním a nejčastějším zdrojem infekce M. avium jsou postižení ptáci a to zejména jejich trus, který je konstantním zdrojem virulentních mykobakterií. Výkaly obsahují bakterie ze zvředovatělých (ulcerujících) tuberkulů střeva, ze změn jater i sliznice žlučového měchýře.
| Hostitel   | M. tuberculosis | M. bovis | M. avium |
| ---------- | --------------- | -------- | -------- |
| Člověk     | ++++            | ++++     | +        |
| Skot       | +               | ++++     | +        |
| Kůň        | +               | ++       | +        |
| Prase      | +               | +++      | ++       |
| Ovce, koza | +               | +++      | +        |
| Pes        | ++              | ++       | +        |
| Kočka      | +               | ++       | +        |
| Drůbež     | -               | -        | ++++     |

- 	= nevnímavost;
+ 	= nízká vnímavost, převládají dočasné procesy;
++ 	= střední vnímavost, převládají lokální procesy;
+++ 	= silná vnímavost, lokální a generalizované procesy;
++++ 	= vysoká vnímavost, převládají generalizované procesy

Z těchto důvodů mají největší význam v kontaminovaném prostředí podestýlka, krmivo, voda a půda pro přenos na neinfikovaná zvířata. Čím déle zůstává prostředí kontaminováno a čím větší je koncentrace drůbeže v takovém prostředí, tím větší je pravděpodobnost vzniku infekce a onemocnění. Na rozdíl od savců dochází u ptáků nejčastěji k alimentárnímu způsobu infekce, ale ani aerogenní infekce není vylučována.
Z hlediska epizootologického má největší význam drůbež, především kur domácí, který přichází přímo či nepřímo do styku s dalšími ptáky nebo jinými druhy hospodářských zvířat (prasata). Z volně žijících ptáků mají význam hlavně synantropní a hemisynantropní druhy ptáků a pernatá lovná zvěř, které se dostávají do kontaktu s domestikovanými ptáky a savci. Volně žijící ptáci, kteří zalétávají do zamořených chovů a odtud, často i na velké vzdálenosti, přelétávají do nezamořených objektů, mohou šířit tuberkulózu pasivně, tj. na povrchu těla, které je např. kontaminováno trusem infikované drůbeže nebo aktivně, kdy se při opakovaném styku s tuberkulózní drůbeží sami infikují a stávají se stálým zdrojem nákazy. Tuberkulóza byla popsána nejméně u 45 druhů ptáků.
Dalšími možnými zdroji jsou maso (bakteriémie), odpady a exkrementy tuberkulózní drůbeže používané ke krmným účelům, krmivo z mísíren nebo skladů kontaminované trusem volně žijících ptáků, obuv ošetřovatelů, pracovní pomůcky i předměty, kadávery uhynulých zvířat (kanibalismus) aj. Členovci jsou považováni za mechanický vektor šíření M. avium.
Neméně důležitým zdrojem infekce je vertikální přenos nákazy. M. avium bylo izolováno z vajec od přirozeně i uměle infikovaných nosnic. M. avium přítomné ve vejcích je inaktivováno varem po dobu minimálně 6 minut.

### Patogeneze
Hlavní vstupní branou infekce je u ptáků střevní trakt. Po počáteční kolonizaci stěny střevní dochází rychle ke generalizaci onemocnění a k šíření bakterií do organismu cestou lymfatickou i krevní. Vzniká subklinická bakteriémie. Nepřítomnost mízních uzlin umožňuje neomezené šíření mykobakterií v těle. Plíce jsou infikovány spíše sekundárně během bakteriémie, jen zřídka v nich vzniká primární afekt. Tuberkuly, které vznikají v místě infekce střevní stěny, zůstávají otevřené do střevního lumina, což umožňuje trvalé vylučování M. avium trusem (otevřená infekce).
Na rozdíl od této typické infekce M. avium, tvoří měkkozobí (Columbiformes), vrubozobí (Anseriformes) a někteří pěvci z rodu Textor změny často v plicích. Akutní bakteriémie byla pozorována u krátkokřídlých (Gruiformes), ibise skalního (Geronticus eremita), Columbiformes a některých pěvců (Passeriformes). U ptáků lze rozlišit 3 typy změn, jejichž patogeneze ale není přesně známa: 1) klasická forma tuberkulózy v mnoha orgánech, 2) paratuberkulózní forma s typickými změnami ve střevním traktu (k této formě mykobakteriózy mají sklon amazoňani, amazónkové (Pionus), tiriky (Brotogeris), alexandrové (Psittacula) a papoušek chocholatý (Eunymphicus conutus), a 3) netuberkulózní forma, těžko zjistitelná při pitvě (většina papoušků)
Tuberkulóza zpravidla probíhá chronicky po dobu několika týdnů až měsíců, v závislosti na četnosti a velikosti infekční dávky a na kondici hostitele.

## Projevy nemoci (symptomatologie)
Inkubační doba je po experimentální infekci asi 20 dní, v přírodních podmínkách až několik měsíců.

### Klinika
Klinické příznaky u ptáků jsou velmi variabilní a většinou nespecifické. Tuberkulózou nejčastěji onemocní kur domácí starší 1 roku. Nákaza se projevuje v hejnu pomalým průběhem, ojedinělými úhyny, vyhublostí a poklesem snášky u nosnic. Postižená drůbež je méně aktivní, posedává a rychle se unaví. Chuť ke žrádlu je zpravidla zachována, ale ptáci rychle hubnou, což se projevuje atrofií prsních svalů a prominujícím hřebenem kosti prsní. Tělního tuku ubývá. Peří bývá matné a načepýřené. Hřebínek, lalůčky a ušní laloky mohou být anemické, cyanotické nebo ikterické (porucha jater). Tělesná teplota je nezměněná. Při vzniku tuberkulů v kostní dřeni drůbež kulhá. Průjem vyvolaný vředovitými změnami ve střevě způsobuje nadměrnou slabost a vyčerpaní. U silně vyhublé drůbeže lze detekovat palpací přes stěnu břišní tuberkuly ve střevě. Mortalita je variabilní, podle stupně a rozsahu postižení. Někdy dochází k náhlým úhynům v důsledku ruptury jater anebo sleziny.
U některých ptáků jsou klinické příznaky atypické a acidorezistentní mykobakterie jsou detekovány více či méně náhodně. U malých pěvců (např. čížek) se pozoruje vyhublost, průjem, polyurie, anémie a matné peří. Nález tuberkulů při pitvě je vzácný. U mladých jedinců je většinou subklinický průběh.
Přerušované kulhání, přešlapování a artritidy, většinou karpometakarpálního a loketního kloubu, nebo tvorba tuberkulů ve svalovině stehna nebo běháku jsou časté u dravců. Kůže postiženého kloubu bývá zesílená a ulcerovaná. Tvorba tuberkulů v kůži je vzácná. Granulomy se mohou také vyskytovat v konjunktiválním vaku, v koutcích zobáku, kolem vnějšího zvukovodu a na oropharyngu (dutina ústní a hltan). U nandu pampového (Rhea americana) se často tvoří granulomy v horním hltanu. U dospělých pštrosů se pozoruje chronické chřadnutí, tuberkuly ve střevech lze detekovat laparotomií. Klinické příznaky související s kolonizací plic jsou vzácné, u pávů však může dojít k respiračním potížím, způsobených tvorbou granulomů v průdušnici.

### Patologie
Pitevní nález po infekci M. avium je velmi variabilní, pravděpodobně je ovlivňován druhem hostitele a sérotypem bakterie. Postiženy mohou být kterékoliv orgány a tkáně, s výjimkou CNS.
U kura domácího je tuberkulóza charakterizována výskytem nepravidelných šedožlutých nebo šedobílých nodulů různé velikosti i množství v játrech, slezině, střevu a kostní dřeni. Velikost tuberkulů velmi kolísá, od několika milimetrů až do několika centimetrů v průměru. Tuberkuly jsou na pohmat tuhé a snadno vyjmutelné z parenchymu orgánů; na řezu jsou suché s kaseózním (sýrovitým) středem. Podle velikosti nodulů se rozlišuje forma miliární, uzlíkovitá a uzlová, na sliznici forma vředovitá (ulcerózní). Podle rozsahu pak forma lokální, rozvinutá a generalizovaná.
Obdobné změny byly také pozorovány u dravců, sov, bažantů, bahňáků, brodivých ptáků, kukaček, šplhavců (Piciformes) a chřastalovitých (Rallidae). Na rozdíl od toho u holubů, kachen, pěvců a většiny papoušků se typické granulomy netvoří. Acidorezistentní tyčinky jsou nalézány roztroušené v parenchymu infikovaných orgánů. Infikovaná játra nebo slezina mohou být zduřelé, nebo mají nekrotické okrsky nebo jsou jen tuhé na pohmat. U holubů jaterní změny připomínají abscesy při trichomonóze. U pelikánů byly pozorovány tumorózní změny podobné změnám při leukóze. V plicích hus, snovačovitých (rody Queleopsis, Quelea a Euplectes) a některých amazoňanů se mohou zjistit nekrotické nebo vředovité změny.
Mikroskopická skladba tuberkulózních uzlíků je charakteristická – centrální nekróza ohraničená obrovskými mnohojadernými buňkami, vrstvou epiteloidních buněk a vnějším fibrózním pouzdrem tvořeným heterofily a mononukleárními buňkami.

### Imunita
U všech mykobakteriálních infekcí má klíčovou roli buňkami zprostředkovaná imunita (CMI), která se také podílí na patogenezi onemocnění; humorální reakce je méně významná. Počáteční fáze imunitní reakce jsou charakterizovány nahloučením makrofágů, fagocytózou a vznikem hypersenzitivity opožděného typu. Aktivované makrofágy mají zvýšenou schopnost zabíjet intracelulárně uložené M. avium. Na vzniku centrální nekrózy v granulomech se podílejí cytotoxické buňky a jejich produkty.

## Diagnostika
Diagnóza ptačí tuberkulózy je založena na tuberkulinaci nebo sérologickém vyšetření a na pitevním nálezu doplněném nálezem acidorezistentních tyček v otiskových preparátech z makroskopicky postižených tkání. Konečná diagnózy by měla být stanovována na základě bakteriologického vyšetření a identifikace původce.
Pro intravitální diagnostiku tuberkulózy se v současné době nejčastěji používaná alergenodiagnostika (tuberkulinace). Důvodem je jednoduchá proveditelnost, rychle získané výsledky a možnost plošného vyšetření velkého počtu zvířat. Používá se zejména k vyhledávání zamořených chovů a k eliminaci infikovaných zvířat. Stále většího významu také nabývá sérologické vyšetření krve rychlou sklíčkovou aglutinací, kterému je v některých státech dávána přednost před tuberkulinací, zejména při vyšetření krůt.
Druhová identifikace mykobakterií je založena na průkazu jejich charakteristických růstových, morfologických a metabolických znaků, které se stanovují in vitro. Pro určení M. avium jsou komerčně vyráběny oligonukleotidové genetické sondy DNA, které hybridizují se specifickými cílovými sekvencemi. Dosahují vysoké citlivosti i specifičnosti (95-100 %) a zkracují identifikaci na dobu do 2 hodin.
Diferenciální diagnostika. Vzhledem k určité podobnosti patologických změn je nutné odlišit u drůbeže tuberkulózu od jiných bakteriálních (tyf drůbeže, paratyfové infekce, arizonóza, kolibacilóza, ptačí cholera a chlamydióza), plísňových (aspergilóza) a hlavně nádorových změn (lymfoifní leukóza a Markova nemoc).

## Terapie a prevence
Vzhledem k celosvětovému rozšíření, vysoké incidenci v určitých oblastech, významu pro drůbežnictví a chovy prasat, a v posledních letech také ke stoupajícímu výskytu mykobakterióz u lidí, vyplývá nezbytnost kontroly ptačí tuberkulózy a její eradikace. Léčení tuberkulózní drůbeže se neprovádí a postižení ptáci by měli být utraceni.
Prevence spočívá v dodržování technologických postupů, turnusovém způsobu chovu, zabránění volnému přístupu divoce žijících ptáků do výrobních prostorů a v kontrolním alergickém anebo sérologickém vyšetření. Z dezinfekčních prostředků jsou nejvhodnější 2,5 % aktivovaný chloramin, krezolové přípravky a 2-4 % formalin.